# Oritoniscus vandeli
Oritoniscus vandeli är en kräftdjursart som beskrevs av Legrand 1942. Oritoniscus vandeli ingår i släktet Oritoniscus och familjen Trichoniscidae.

## Underarter
Arten delas in i följande underarter:
- O. v. vandeli
- O. v. vivarii